# Banco do Estado do Rio de Janeiro (1950-1975)

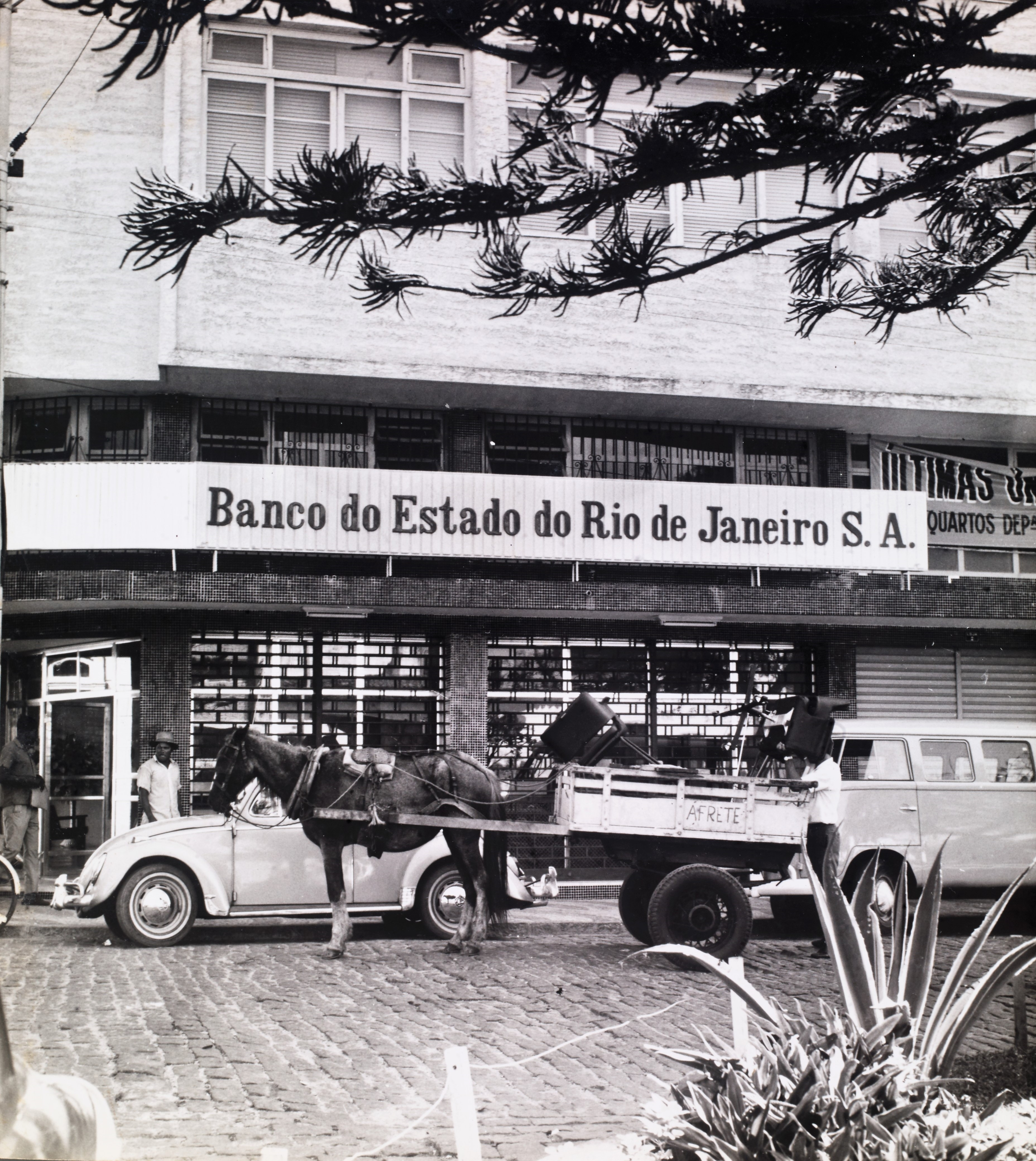
Agência do BERJ em Cabo Frio, 17 de abril de 1970.

O Banco do Estado do Rio de Janeiro (BERJ) foi um banco brasileiro fundado em 1950 pelo então governador fluminense Edmundo de Macedo Soares e Silva. Após ser incorporado ao Banco do Estado da Guanabara (BEG), em 1975, em decorrência da fusão do estado da Guanabara com o Rio de Janeiro, foi transformado no BANERJ, mantendo o nome anterior.
O banco atuava como agente pagador e arrecadador do governo do estado do Rio de Janeiro. Possuía, até 1969, 25 agências, mas com a incorporação do Banco Agrícola de Cantagalo naquele ano, o BERJ passou a contar com 48 agências. Chegou a contar com mais de 50 agências, antes da sua extinção, em 1975, algumas das quais no estado da Guanabara.
A partir de junho de 1969, o BERJ passou a integrar o Sistema CODERJ com a transferência de suas ações do estado para a Companhia de Desenvolvimento do Estado do Rio de Janeiro (CODERJ), juntamente com o Banco de Desenvolvimento do Estado do Rio de Janeiro (BANCODERJ), CODERJ – Crédito, Financiamento e Investimento S.A., CODERJ – Distribuidora de Títulos e Valores Mobiliários S.A., CODERJ – Crédito Imobiliário S.A. e CODERJ – Seguros S.A.
Apesar de incorporado pelo BANERJ nos anos 1970, o BERJ ainda existe como gestor do pagamento de servidores ativos, inativos e pensionistas do Estado do Rio de Janeiro. Em 2011, o Bradesco o adquiriu por R$ 1.773.717,710, sendo R$ 1,025 bilhão somente pelo banco e R$ 748 milhões pelo direito de operar as contas dos mais de 400 mil servidores fluminenses em leilão ocorrido em 20 de maio, no prédio da extinta Bolsa de Valores do Rio de Janeiro. O ágio sobre o valor mínimo foi de 99,78%. O Bradesco leva assim um crédito fiscal de R$ 3 bilhões, além do depósito do pagamento dos servidores ativos e inativos do Estado do Rio de Janeiro por três anos, a partir de janeiro de 2012. O BERJ é o que restou do antigo Banerj, privatizado em 1997.